# 马克思主义文库
马克思主义文库（英語：Marxists Internet Archive，缩写为MIA），又译马克思主义者互联网文库，是一个由志愿者建立的非营利性质的网络公共图书馆。该组织所维护的文库中包含马克思主义作家或相关左翼作家（社会主义者、无政府主义者等）纂写的多语言文献。该网站建立于1990年，是目前世界上最大的马克思主义作家文库，许多资料有英语、俄语、德语、意大利语、法语、希腊语、汉语等版本。2006年，文库网站月访问量为110万次，月文件下载量为1550万份，访问人数比2005年增加25%、比2000年增加380%。

## 历史沿革

### 背景
20世纪90年代初期，许多西方国家的共产主义、工人阶级组织及运动逐渐被边缘化，它们过去用来宣传和散发给青年人的相关文献日渐消失，它们的声音也逐渐为西方媒体的舆论所掩盖。然而，随着计算机、网络技术的日益成熟以及西方国家共产主义和工人阶级组织、团体和个人的努力，马克思主义文献的传播呈现出一种新面貌，马克思主义者互联网文库即为其中的典型。

### 文库建立

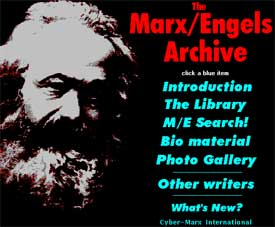
“马克思主义者互联网文库”的前身为建立于1993年的“马克思恩格斯互联网文库”。

1998年7月，“马克思主义者互联网文库”建立。其前身是“马克思恩格斯互联网文库（The Marx/Engels Internet Archive，简称MEIA）”，最早由Zodiac（网名）等一批网络先锋建立起来，早期的网络服务器为Gopher。成立初期受到美国政客的打压，他们试图把此类左翼网站赶出网络。后来逐渐发展成为目前收集马克思主义经典著作文种最多、数量最全的数字图书馆之一。文库的建立、更新以及维护一直依赖于马克思主义的爱好者和志愿者。截至2007年，“马克思主义者互联网文库”已拥有来自33个不同国家的62位志愿者。 
“马克思主义者互联网文库”坚持7项基本原则，分别是：
- 100%免费原则；
- 非营利机构原则；
- 民主决策原则；
- 财务公开原则；
- 政治中立原则；
- 优先提供档案信息原则
- 利于获取并理解资源原则。

尽管20世纪90年代初，马克思主义实践受到了挫折，但“马克思主义者互联网文库”仍试图构建第一个世界范围的马克思主义数字图书馆，以展现马克思主义的价值。 

### 网站遭到攻击
2007年1月份，“马克思主义者互联网文库”据称遭到了来自中华人民共和国的网络袭击，袭击阻碍了中文文献在中国的传播。据自1990年来负责此网站站务的布莱恩·巴斯根（Brian Basgen）称“我们不能百分之百肯定此行为是由中国政府主导的，这里面有很多可能性”他同时指出网站两年前曾在中国遭到封锁，“他们对我们的所作所为是有动机的，他们盯上了网站中的中文内容。”他还提到，网站自1月以来受到了数百次“拒绝访问式的攻击”，其中包括同一台电脑试图反复下载同一份文件，以阻止其他人接触此类文献，因此网站不得不在全球设立镜像网站。在针对此次攻击背后可能是由中国政府主导时，布莱恩·巴斯根称：“我们不知道中国正在发生什么，这确实非常讽刺，中国这个所谓的共产党政府和共产主义没有关系，他们很久以前就已经向着资本主义进发了。”报道还称，此文库并不把毛泽东看做是一位真正的马克思主义者，而是把他作为一名“参考作者”与亚当·斯密、斯大林、卢梭等人划在一起。布莱恩·巴斯根说毛无法回答一个关键性的问题，即“他真的曾经为解放工人阶级而服务过吗？”
此次网络攻击后果较为严重，与其他问题一同导致了“马克思主义者互联网文库”网站的数个镜像在2007年2、3月份关闭，不过，一段时间后网站得以重新运行。

### 《马克思恩格斯选集》版权问题
2014年4月底，英国小型出版商劳伦斯和维沙特出版社决定撤销《马克思恩格斯选集》英文版在“马克思主义者互联网文库”发布的授权。在2014年4月底发送的电子邮件中，劳社要求该网站在4月底删除有竞争性的材料，否则面临诉讼。网站决定同意请求。网上发出反对劳社决定的请愿书，并在月底得到4,500多人的支持。请愿书的作者阿马尔·阿齐兹在《Vice》杂志引述道：“你不能私自占有他们的著作——那些是写作的对象集体拥有的。把马克思和恩格斯的著作私有化就像把‘社会主义’或‘共产主义’注册成商标。”
“马克思主义者互联网文库”的代表Andy Blunden没有辩称劳社对这些有版权。他引述了华盛顿出版的《高等教育纪事报》：“教授和历史学者将能够撰写有关马克思言论的学术论文，但是一般的人数会剩至1975年的水平”，那一年正是《选集》开始出版的时候。
出于对广泛的批评的响应，劳社发布声明对“滥用网络的运动”表示反对。

## 组织结构

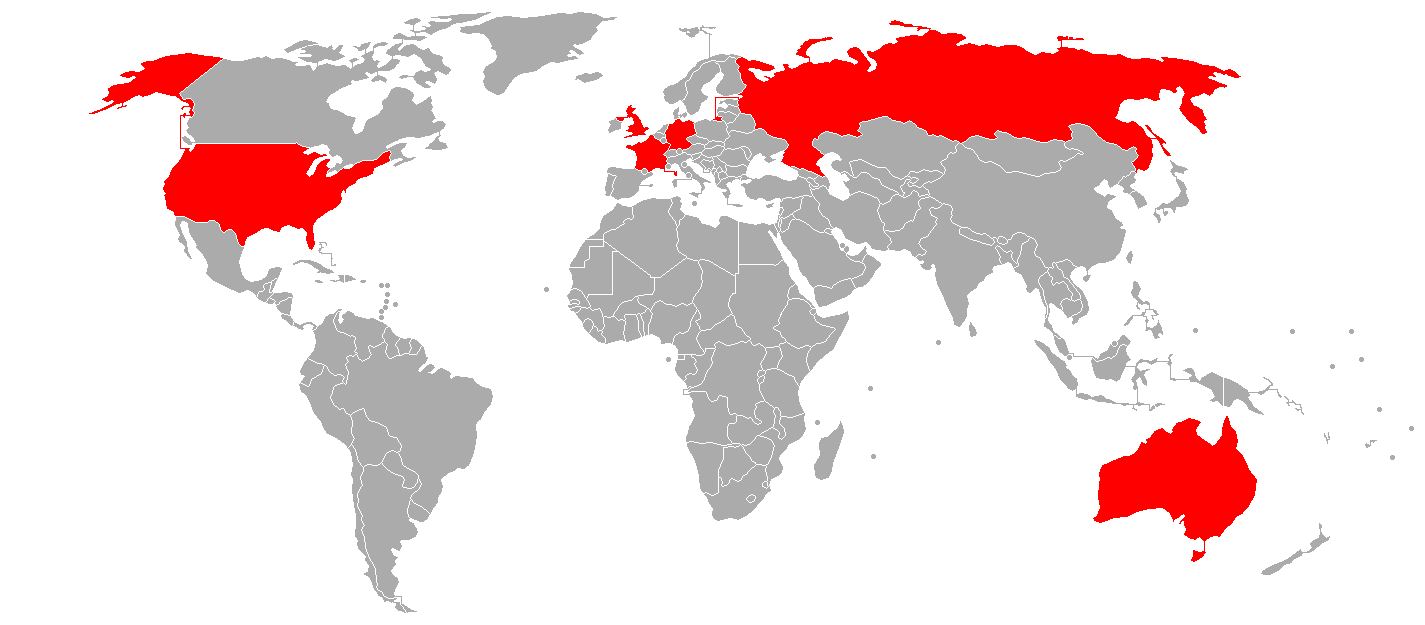
服务器镜像所在国包括：美国、法国、英国、德国、俄罗斯和澳大利亚。

### 管理

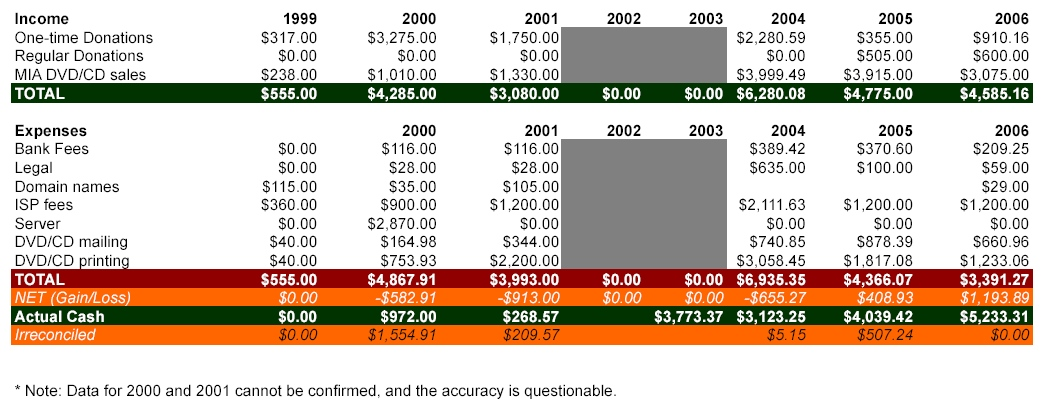
文库1999年至2006年的收入及支出

文库由一个指导委员会来管理。该委员会主要决定作者的分类、网站条例规则的修改（按四分之三大多数意见决定）、各种财政事务及类似事宜。所有管理员都是分管不同部分的内容的志愿者，没有任何报酬。截至2007年，文库有来自33个国家的62名志愿者负责站务工作。

### 版权
文库在美国加利福尼亚州组建并在美国税务机关以非盈利501(c)(3)组织登记。依据文库的章程，文库所有内容100%免费。所有储存在文库在的内容按照GNU自由文档许可证属于公共领域，或者已经得到了版权持有人的同意。任何由文库志愿者创作的文献具有知识共享（CC）相同方式共享授权。

### 实体位置
网站主要服务器位于美国加利福尼亚州，但同时存在5个镜像，其中两个位于美国（德克萨斯州与弗吉尼亚州），两个位于欧洲（法国与德国），还有一个位于澳大利亚。

## 获取方式及出版物
网站同时也出售包含网站内容的文档DVD/CD，其中相当一部分是以免费的形式在发展中国家和不发达国家中散发的。在印度、尼泊尔、斯里兰卡及南美洲国家，网站在当地建立了文库CD的散发网络，以帮助这些互联网普及不足的国家或地区。
这些措施不仅为人们提供了较为便利的接触文档的机会，也可以保证文库的连续性。正如一些人指出的：“即使文库被某些出版业巨头或政府关闭，由于文档已经在全世界各地广泛散发并无法追踪其去向，使文档内容完整无缺，这确实非常了不起。”
除了发行DVD/CD形式的文库，2008年，网站成立了“马克思主义者互联网文库出版社”，到2010年11月已经出版了七种书，内容分别涉及哲学、社会历史、苏联心理学与教育学。

## 资源特色
“马克思主义者互联网文库”不仅收录马克思主义经典著作，还收录了大量对马克思主义阐释、解读的相关出版物。截至2007年，文库已收录200年间的592位作者的作品，内容涵盖了政治、哲学以及科学思想等众多领域。此外，文库共收录包括英语、法语、德语、日语、西班牙语、中文等多达45个语种的作品，共计占用53000余个文档，总共29GB的数据中有至少15GB都是英语的。
“马克思主义者互联网文库”所涉及的文献资源主要包括如下几个方面：
1. 收录丰富的马恩全集、选集、传记、图片、书信集等资源，并提供著作索引、日期索引、主题索引以及语种索引；
2. 集中了第一国际、第二国际、第三国际、布尔什维克、英国共产党以及列宁、保罗·拉法格、卡尔·考茨基、德莱昂等人的著作，并提供著作索引和日期索引；
3. 汇集上述著作之外的马克思主义相关资源，包括马克思主义学习入门资料、各国共产主义著作和研究作品、各学派著作以及马克思主义与其它学科的著作等。其中，搜集马克思、恩格斯论著3260篇、列宁论著3900篇、托洛茨基论著1264篇。

此外，其内容还包括共产主义运动和劳工运动史，以及一系列传记和马克思主义百科全书的条目等等。大部分的资料是从过去的进步书籍上扫描得到的，但也有一部分是从作者的手稿或原著上抄录与翻译的，有些资料已经有上百年的历史。该网站每天能上传约45万条数据。
此文库对一些现今已较少被提及的社会主义革命者也有涉及，适宜为新生的社会主义者所了解，如革命家尼古拉·布哈林、卡尔·拉狄克、保罗·列维，一些先驱、以及与马克思同时代的人，如托马斯·闵采尔、威廉·魏特林、威廉·沃尔夫、斐迪南·拉萨尔。近期人物涉及托尼·克里夫和邓肯·哈勒斯，还包括其他领域的人物如乔姆斯基、达尔文和法蘭西斯·福山，以及斯大林、毛泽东和霍查。其中虽然有些资料作者不被认为是马克思主义者，但是为了方便理解马克思主义，这些参考文献同样也在收集范围之内。

## 内容审查
2007年前，文库一般将文献内容分为马克思主义的与非马克思主义的，此后文库终止了此种做法。虽然文献的许多作者在过去或多或少发表过一些涉及种族主义、性别歧视等令人反感的内容及观点，文库一般对此类内容不作过滤，但并不代表文库同意此类观点，文库主要致力于为读者提供足够的信息。

## 准确性及其保障
“马克思主义者互联网文库”中资料准确性的保障工作比较困难，虽然有关志愿者已经做了大量的校对工作，变成数字格式的资料仍然存在很多录入错误。因此，该文库更依赖于广大读者的纠错。
该文库同时致力于使其电子版资料尽可能与原始文献一致，并保留文献的详细出版信息，以便读者找到原著，并进行比较。对于翻译的资料，该文库通常使用公开出版的标准译本，同时也收集文献的原始语言文本。此外，该文库还建立了很多了非英语文献库，以通过对比来确认翻译的准确程度。

## 批评
该网站的文档很大程度上只能用于研究的目的，与同类型的德国“古腾堡计划”类似，对许多书目的指引信息不足，很少具体指明书中的页数，从而无法实现学术引用。此外，一些著作的翻译版本缺乏授权与连贯性。因此，该网站只能作为搜寻文献的起点，如果直接引用该文库将随之产生问题。网站对许多资料的处理的不连贯也招致了批评。
为了追求规范性，把斯大林和毛泽东划到参考作者的行列之中也使该网站在对作者分类方面招致批评。
网站对文献内容的选择，如对马克思主义百科全书中主题的筛选也被批评有偏见。